# Шенђерђ
Шенђерђ (алб. Shëngjergj) је насељено место у општини Тропоја у округу Кукеш, Албанија. Према попису из 1989. године било је 218 становника.
Шенђерђ су једно од насеља племена Никај.